# Manchón Parotas
Manchón Parotas är en ort i Mexiko.   Den ligger i kommunen Coyuca de Catalán och delstaten Guerrero, i den södra delen av landet, 250 km sydväst om huvudstaden Mexico City. Manchón Parotas ligger 1 241 meter över havet och antalet invånare är 152.
Terrängen runt Manchón Parotas är kuperad åt nordväst, men åt sydost är den bergig. Terrängen runt Manchón Parotas sluttar norrut. Runt Manchón Parotas är det glesbefolkat, med 8 invånare per kvadratkilometer. Närmaste större samhälle är San Rafael, 15,9 km nordväst om Manchón Parotas. I omgivningarna runt Manchón Parotas växer huvudsakligen savannskog.